# Praça Atarim
A Praça Atarim (em hebraico: כיכר אתרים), anteriormente conhecida como Praça Mordechai Namir (em hebraico: כיכר מרדכי נמיר) é um complexo de edifícios e uma praça pública projetada pelos arquitetos Yaakov Rechter e Werner Joseph Whitaker em Tel Aviv, e é um dos principais exemplares de arquitetura brutalista em Israel. A Praça Atarim fica em frente ao Mediterrâneo, construída sobre a rua Eliezer Perry conectando o calçadão e a marina da Tel Aviv, a oeste e o Bulevar Ben-Gurion e a Rua Hayarkon, a leste. A oeste da praça está o Gordon Pool. O Carlton Hotel Tel Aviv está localizado ao lado da praça no lado norte.
A Praça Atarim foi construída como um edifício multifuncional de vários níveis, aproveitando o declive do terreno. O nível mais baixo inclui um estacionamento e um posto de gasolina. O nível seguinte inclui uma estrada coberta (a rua Eliezer Perry). Acima da rua há dois níveis de lojas cobertas, e o nível superior (o telhado do edifício) inclui vários restaurantes, um anfiteatro e uma estrutura redonda coberta de vidro (conhecida como o Coliseu). Na parte norte da praça há outra estrutura que inclui o Marina Hotel e vários andares de lojas.

## História
Antes da construção da praça, o bairro de Mahlul consistia de barracos e cortiços. O bairro foi estabelecido como uma residência temporária para refugiados judeus, forçados a fugir de Jafa durante os tumultos de Jafa de 1921 e para novos imigrantes vindos da Europa. O bairro, à beira-mar,estava sujeito a frequentes inundações durante o inverno e a ventos fortes.
Na década de 1950, a evacuação do bairro começou. Na década de 1960, o município de Tel Aviv decidiu desenvolver as praias do norte da cidade e construir hotéis modernos ao longo da costa. Foi decidido desenvolver a praça como um centro turístico para conectar os hotéis, praias e Sderot Ben-Gurion, e planejava incluir uma estrada principal paralela à costa e ao estacionamento. O centro foi planejado pelo arquiteto Yaakov Rechter.
A construção começou em 1971. A estrutura foi construída em vários níveis que exploraram a diferença nas elevações entre o penhasco que circunda a praia.
A praça foi inaugurada em junho de 1975. Nos primeiros anos a praça era animada, com dois níveis de lojas e restaurantes. A estrutura do norte continha lojas duty-free para turistas. No final dos anos 1970, elementos criminosos tomaram conta das lojas e a praça começou a ser negligenciada.
Em 1982, a boate do Coliseu, o maior clube de Israel, abriu e funcionou até o final dos anos 90. No entanto, a praça continuou a se deteriorar. Durante a Guerra do Golfo, em 1991, o prefeito Shlomo Lahat brincou que ele esperava que um míssil Scud a destruísse. Embora a praça tivesse originalmente sido nomeada Praça Namir, em homenagem a Mordechai Namir, ex-prefeito de Tel Aviv, a viúva do homenageado, Ora Namir, solicitou que o nome de seu falecido marido fosse retirado da praça e que ele fosse honrado de alguma outra forma após o declínio da praça. A antiga Estrada Haifa agora é nomeada em sua memória. 

## Situação atual
O município vem tentando há anos promover planos para demolir a praça ou mesmo renová-la, mas um emaranhado de problemas legais impede isso. O principal problema é que a estrutura da praça é propriedade privada de dezenas de proprietários (incluindo algumas das áreas públicas), que são incapazes de cooperar para a manutenção da praça. Ao contrário dos shoppings, a praça não possui um holding ou uma entidade que a administre e mantenha. Os materiais de construção de baixa qualidade que foram usados para a construção da praça, bem como sua proximidade com o mar, contribuem para o desgaste acelerado da estrutura.
Hoje a praça está quase sempre deserta, e negligenciada, e a maioria das lojas está desocupada. No entanto, o edifício circular que costumava ser o Coliseu foi recentemente renovado e foi coberto por vidro. Vários prédios da praça foram pintados e problemas de segurança foram sanados. O vizinho Marina Hotel foi renovado em 2011 e o seu último piso, com vista para a praça, começou a receber festas aos sábados. Em fevereiro de 2012, o edifício circular foi reaberto e um clube de strip chamado "Postik" foi inaugurado.
A Praça Atarim é considerada um dos projetos mais mal sucedidos em Tel Aviv, juntamente com o projeto da Rodoviária Central, sendo ambos bastante semelhantes. É um símbolo do fracasso do conceito de construção maciça na costa, tendo destruído a região natural e separando a cidade do mar. A praça é construída perto da costa, de uma maneira que não seria possível após a promulgação da Lei para a Proteção do Ambiente Costeiro. Essa crítica havia sido expressa ainda na fase de planejamento da praça, especialmente sobre a separação do Bulevar Ben-Gurion do mar. O plano original de Rechter era conectar a avenida com a praça de maneira que o mar estivesse visível, mas pelas restrições causadas pelo fato de a passagem subterrânea não poder estar abaixo do nível do mar, a praça foi levemente elevada e a vista foi bloqueada. Em 2012, outro planejamento urbano foi iniciado para o terreno, com um orçamento de NIS 30 milhões pelo município com 'Atarim' e Clal, enquanto tentavam compartilhar os detentores dos direitos, mas eles se opuseram ao plano por várias razões, bem como pessoas sem-teto que invadiram a área, que também estão entre os adversários.

## Galeria

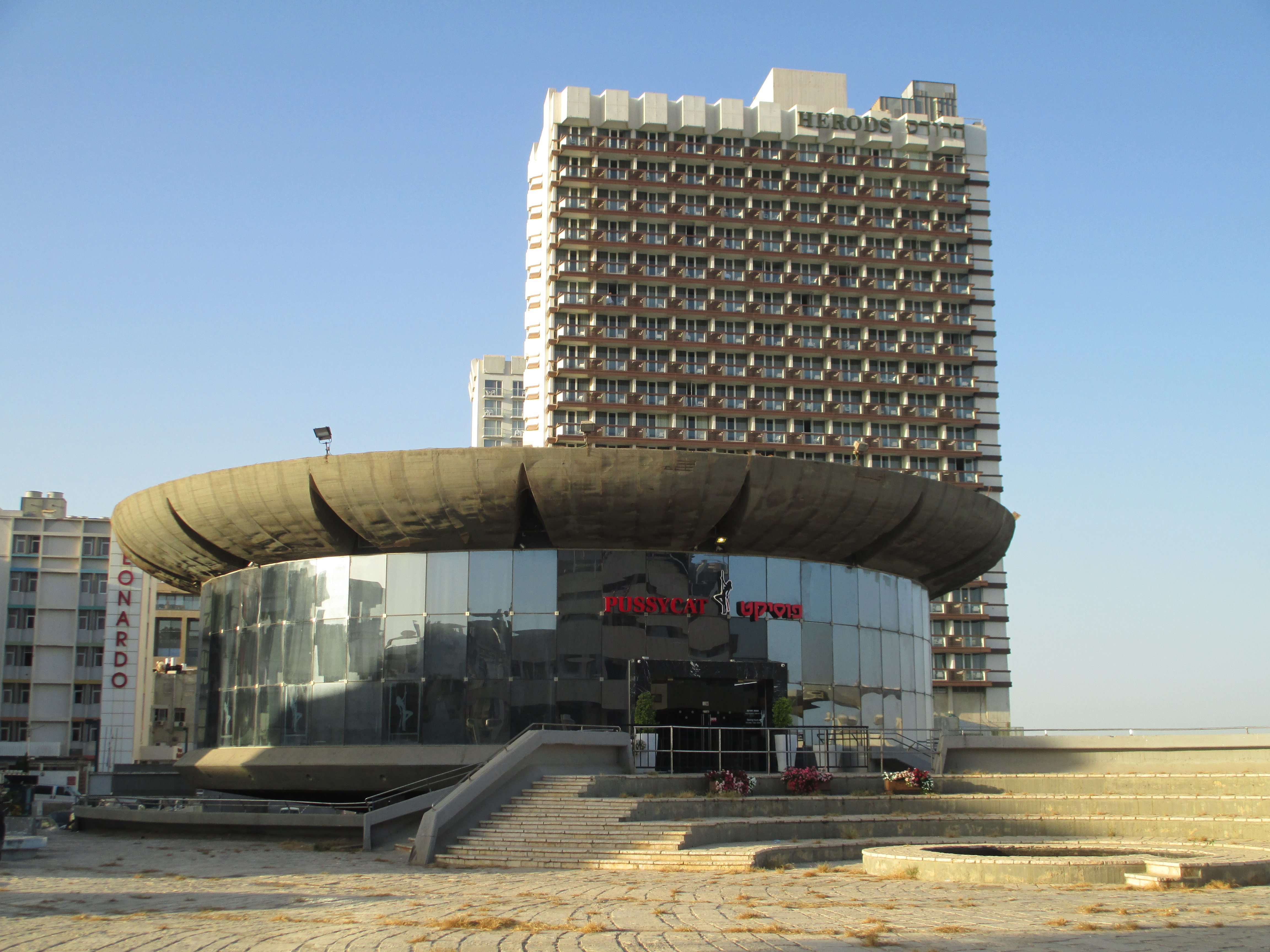
O Coliseu
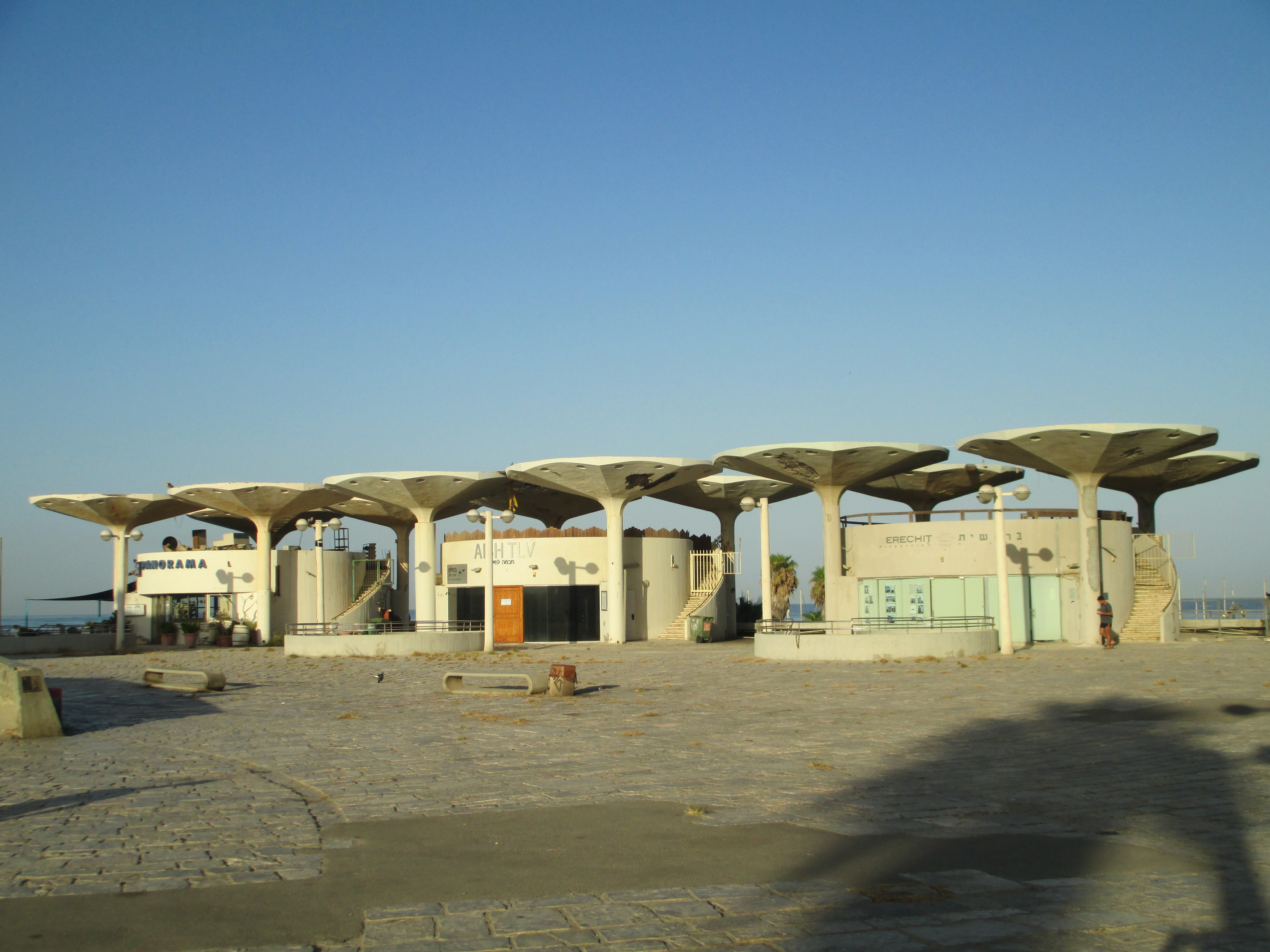
O nível superior na praça e a estrutura do hotel
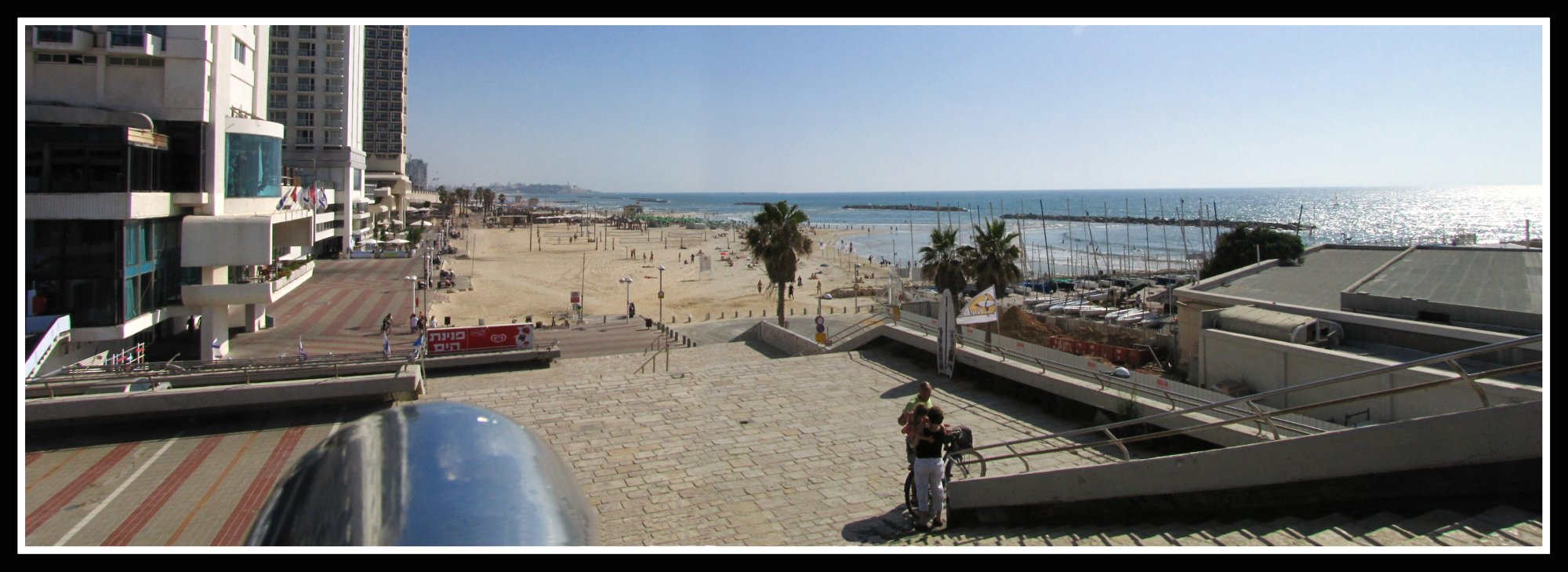
Vista a partir da praça
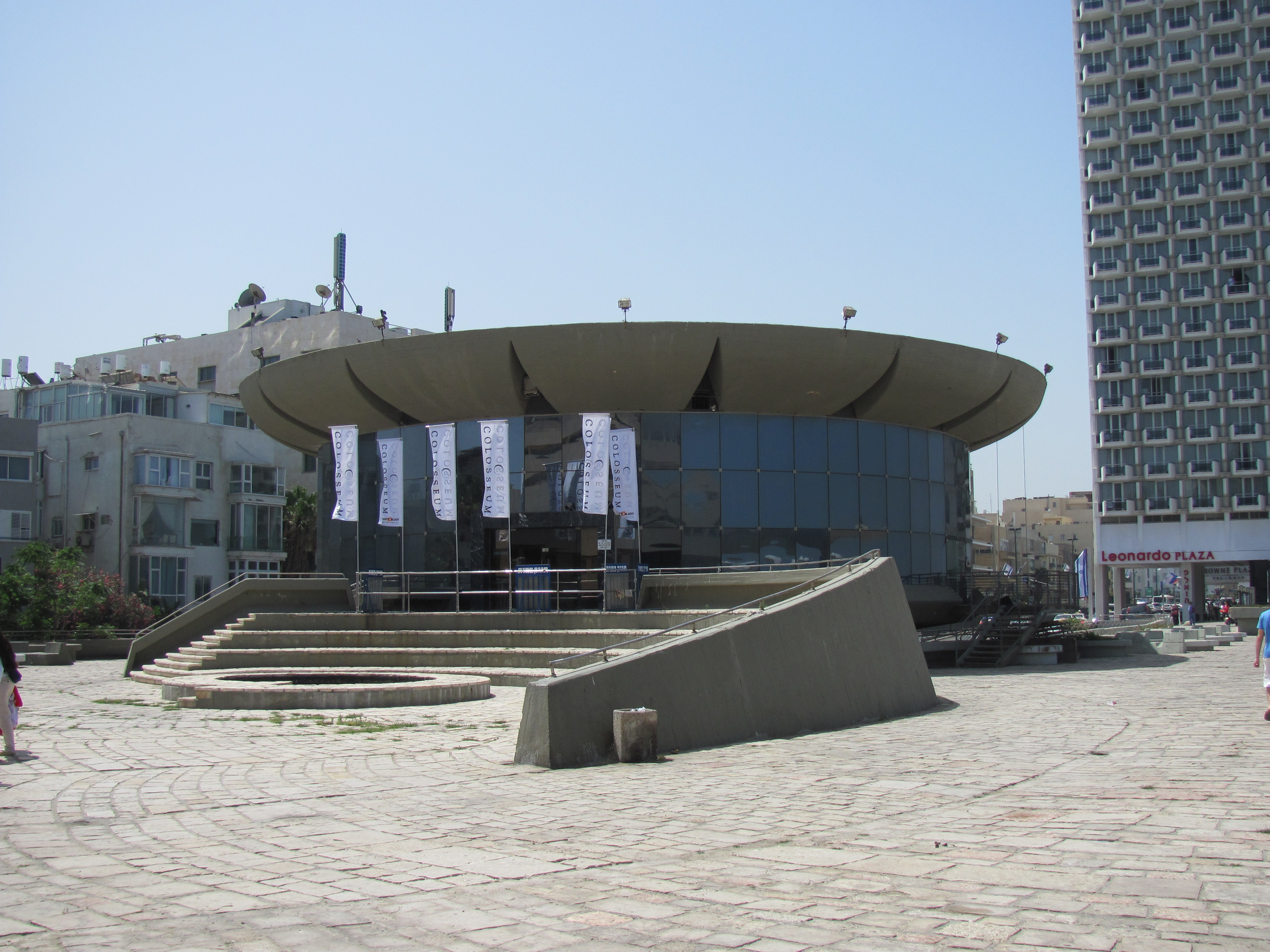
O Coliseu reformado
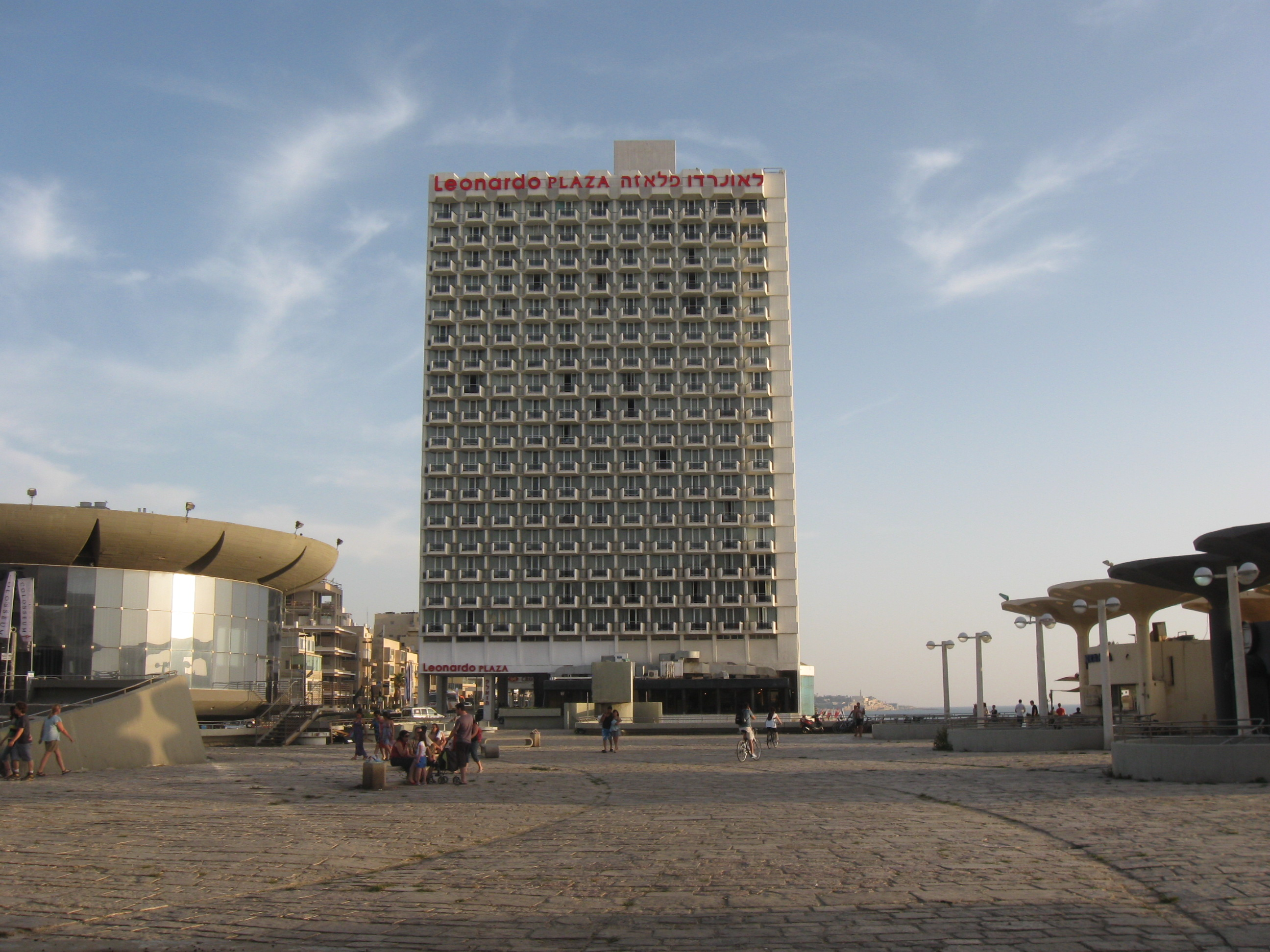
Praça Atarim e o Hotel Leonardo